# 擦鞋童理論
擦鞋童理論（shoeshine boy theory），又稱零股理論（Odd Lot Theory）是1927年由甘迺迪家族的老約瑟夫·P·甘迺迪所提出，是一種股市理論，意指當擦鞋童都在討論股票投資的時候，就是股市交易達到最高峰之時，之後就會下跌。